# Cremnomys cutchicus
Cremnomys cutchicus é uma espécie de roedor da família Muridae.

## Distribuição e habitat
A espécie é endêmica da Índia, existindo nos estados de Andhra Pradesh, Bihar, Guzerate, Jharkhand, Karnataka e no Rajastão. Possui hábitos noturnos, distribuída por ambientes secos tropicais e subtropicais, além de desertos. Pode ser encontrada em áreas de vegetação arbustiva, terras cultivadas, campinas planas e locais rochosos.